# James Westcott
James Westcott (Alexandria, 1802. május 10. – Montréal, 1880. január 19.) az Amerikai Egyesült Államok szenátora (Florida, 1845–1849).